# Federico Eduardo Micheli
Federico Eduardo Micheli (Argentina, 18 de julio de 1950 ) es un neurólogo argentino, especialista en la investigación de la enfermedad de Parkinson y trastornos de movimiento. Profesor Titular de Neurología, Universidad de Buenos Aires. Médico del Servicio de Neurología, Hospital de Clínicas José de San Martín, Buenos Aires. Jefe del Centro de Parkinson y Trastornos del Movimiento, Ciudad Autónoma de Buenos Aires, Argentina. El Senado de la Nacion argentina le entregó  la Mención de Honor al Valor Científico "por su dedicación y contribución al estudio de la enfermedad de Parkinson y por su trayectoria profesional como neurólogo y profesor de neurología en la Universidad de Buenos Aires".

## Membresías en Sociedades Científicas
- Miembro adjunto: Sociedad Neurológica Argentina. 1978.
- Miembro titular: Sociedad Neurológica Argentina. 1983.
- Member of the American Association for the Advancement of Science. 1983.
- Miembro: The Foundation for Brain. Research. 1984.
- Asesor alterno de los cursos en español de la American  Academy of Neurology. 1984.
- Associate Member of the American Academy of Neurology. 1984.
- Miembro titular de la Asociación Médica Argentina. 1984.
- The New York Academy of Sciences. Active Member. 1985.
- Miembro titular de la Sociedad Panamericana de Neuroepidemiología 1986.
- Miembro de la Movement Disorder Society 1986.
- Secretario de la Sociedad Neurológica Argentina. 1986.
- Miembro titular de la Liga Argentina contra la Epilepsia. 1988.
- Delegado de la Sociedad Neurológica Argentina a los Congresos Panamericanos 1988-2000
- Miembro fundador de la Sociedad Latinoamericana de Movimientos anormales 1990.
- Asociación de Profesores Adjuntos de la Facultad de Medicina U.B.A.: vicepresidente 1990.
- Miembro titular de la International Stroke Association. 1990.
- Miembro del Comité Científico de F.E.S.I.N. (Fundación para el estudio del Sistema Nervioso). 1990.
- Miembro del grupo de trabajo Movimientos Anormales de la Sociedad Neurológica Argentina. 1982 a la fecha.
- Miembro correspondiente de la Sociedad Chilena de Neurología, Psiquiatría y Neurocirugía. 1993.
- Asesor Internacional del Instituto de Ciencias Neurológicas "Oscar Trelles Montes". Lima. Perú. 1993.
- Miembro fundador de la Sociedad Latinoamericana de Movimientos Anormales. 1996.
- Miembro Titular de la Sociedad de Neurogeriatría. Abril 1998.
- Vicepresidente de la Sociedad Latinoamericana de Movimientos Anormales.1998-2000
- Miembro adherente honorario de la Sociedad Peruana de Neurología. 1999.
- Miembro del Consejo Asesor de AEDIN desde 2000.
- Presidente de la Sociedad Latinoamericana de Movimientos Anormales 2001
- Miembro fundador de la Sociedad Internacional de Toxicología 2001
- Miembro de la World Federation of Neurology.
- Miembro electo del ¨Council of the Neurotoxicity Society¨ período 2005 – 2007.
- Miembro Honorario de la Sociedad de Neurología del Uruguay. 2003.
- Miembro Asesor de la Sección Parkinson y Movimientos Anormales del Instituto de Neurología en el Hospital de Clínicas de Montevideo. Uruguay. 2003.
- Miembro del Core Education Committee del 19th World Congress of Neurology
- 2009 en Bangkok.
- Miembro de C.O.R.I.E. (Consejo de Orientación), UBA 2009.
- Miembro de C.O.D.E.P. (Comisión de Desarrollo Propedéutico), UBA 2009.
- Asesor Científico Externo de la Facultad de Ciencias Médicas de la Universidad Nacional de Córdoba. Octubre de 2008.
- Académico Correspondiente de la Real Academia de Medicina y Cirugía de Murcia, octubre de 2010.
- Miembro del Comité Ejecutivo de la Comisión Científica de Seguimiento de la Red Iberoamericana Multidisciplinaria para el Estudio de los Trastornos del Movimiento (RIBERMOV), noviembre de 2010.
- Miembro del Consejo Asesor de AEDIN, 2010.
- Director participante de la Reunión de Directorio de la Red Latinoamericana de Huntington RLAH 2010.
- Miembro del Executive Oversight Committee of the Enroll HD-study, Miami,USA, 5 feb 2011.
- Embajador por Argentina en la AAN Annual Meeting in New Orleans April 21-28, 2012.
- Miembro del International Neurotoxin Association (INA) desde 2012.
- Miembro honorífico de la Asociación Nacional de Neurólogos del Instituto Mexicano del Seguro Social A.C. XVI Congreso Anual, Puerto Vallarta Jalisco, México, julio de 2012.
- Miembro de Education and Development Committee of the World Parkinson's Education Program in Toronto, Canada desde Sept 2012.
- Embajador por Argentina en la AAN Annual Meeting in Philadelphia, 2014.
- Miembro de Education and Development Committee of the World Parkinson's Education Program in Toronto, Canada desde Sept 2012.
- Embajador por Argentina en la AAN Annual Meeting in Philadelphia, 2014.

## Publicaciones
- Fernandez, PardalDr. (1992).  EL ATENEO, ed. Fundamentos de neurología. EL ATENEO.- Neurología en el anciano.

Dres. F. Micheli y M.M. Fernandez Pardal.
Editorial Panamericana. Agosto 1996.
- Parkinson y trastornos relacionados.
Dr. F. Micheli
Editorial Panamericana. Enero 1998.
- Neurología.
Dr. F. Micheli
Editorial Panamericana 2000
- Vivir con la Enfermedad de Parkinson.
Dr. F. Micheli, Dra. M.C. Scorticati
Editorial Panamericana 2000. Buenos Aires
- Convivir con la Enfermedad de Parkinson.
Dr. F. Micheli, Dra. M.C. Scorticati
Editorial Panamericana 2000. Edición Española de “Vivir con la enfermedad de Parkinson”
- Tratado de Neurología
Dr. F. Micheli, Dr. M. Nogués, Dr. J. Asconapé, Dr. M. Fernández Padal, Dr. J. Biller
Editorial Panamericana. Noviembre, 2001. 
- Vivir con Distonía
Dr. F. Micheli, Dra. C. Scorticati, Dra. G. Cersósimo
Editorial Panamericana. Abril 2002.
- Colección “De la Semiología a la Clínica” del Dr. Fernando G. Lasala y Dr. Orlando   Genaro. 
Fascículo 6: De la Semiología del sistema Nervioso a la Clínica.
Dr. L. Sposato, Dra. S. Folgar, Dra. G. Oujo, Dr. F. Micheli
Buenos Aires, Argentina 2002.
- Vivir con Tics
Dr. F. Micheli, Dr. Fernández Álvarez, Dra. A. Schteinschneider
Editorial Panamericana. Octubre 2002
- Convivir con la Enfermedad de Parkinson. Segunda Edición.
Dr. Federico Micheli, Dra. MC Scorticati
Editorial Panamericana. 2003.
- Enfermedad de Parkinson y Trastornos Relacionados 2ª Edición
Dr. Federico Micheli
Editorial Médica Panamericana 2006.
- Convivir con el Síndrome de las piernas inquietas.
Dr. F Micheli, Dr. Carlos Zúñiga, Dr. Sergio Díaz
Editorial Médica Panamericana 2007.
-Vivir con Distonía: Segunda Edición.
Dr. F. Micheli, Dra. G. Cersósimo
Editorial Panamericana. 2009.
-Toxina Botulínica en Neurología
Dr. F. Micheli, Dr. Dirk Dressler
Editorial Médica Panamericana. 2010.
-Neurología
Dr. F. Micheli, Dr. M Fernandez Pardal.
Editorial Médica Panamericana. Febrero de  2010.
-Cuidar y acompañar en la Enfermedad de Parkinson
Dra. Cristina Pecci, Dra. Leticia Lopez, Dr. Federico Micheli 
Editorial Médica Panamericana. 2010.
- Molecular Mechanisms Involved in the Pathogenesis of Huntington’s  Disease,
Perandones C; Micheli F y Radrizzani M
Huntingon’s Disease, Etiology and Symptoms, Diagnosis and Treatment.
Thomas J. Visser Editor.
Nova Xcience Publishers Inc. New York 2010. ISBN: 978-1-61728-971-2. 2010.
- Movimientos Anormales. Clínica y Terapéutica.
Dr. F. Micheli, Dra. Rosario Luquín.
Editorial Médica Panamericana. 2011.
-Year Book of Neurology and Neurosurgery 2012
ALireza Minagar, Paul Klimo
Associate Editor – Contributor: Federico Micheli
Editorial Elsevier
- Neurología en el anciano. Nuevos enfoques y aplicaciones en la práctica clínica.  2ª Edición.
Micheli F, Fernandez Pardal M, Cersósimo MG.
Editorial Médica Panamericana 2014.
-  Chorea: Causes and Management.
Federico Micheli, Peter Lewitt, Editors.
Editorial Springer 2014.
- Neurología. 3ª Edición.
Micheli, Fernandez Pardal
Editorial Médica Panamericana 2019